# Liechtenstein i olympiska sommarspelen 1960
Liechtenstein deltog med 5 deltagare vid de olympiska sommarspelen 1960 i Rom. Ingen av landets deltagare erövrade någon medalj.